# Chouette du Maghreb
Strix mauritanica
Espèce
Synonymes
- Syrnium aluco mauritanicum Witherby, 1905
(protonyme)
- Strix aluco mauritanica (Witherby, 1905)

Statut de conservation UICN

 LC  : Préoccupation mineure
Statut CITES
La Chouette du Maghreb (Strix mauritanica) est une espèce d'oiseaux de la famille des Strigidae.

## Répartition
Cette espèce vit au Maghreb : au Maroc, en Algérie et en Tunisie.

## Systématique
Le 25 janvier 2020, lors de la mise à jour 10.1 de sa classification de référence, l'Union internationale des ornithologues a décidé que la Chouette du Maghreb était une espèce à part entière et non une sous-espèce de la Chouette hulotte (Strix aluco).